# Ulla Jessen
Ulla Aase Jessen (født 21. november 1946 i Bisserup, død 15. november 2024) var en dansk skuespillerinde.
Hun var elev på Gladsaxe Teater med efterfølgende engagementer på dette teater. Hun optrådte også på bl.a. Det kongelige Teater og Det Danske Teater.
I tv kendes hun fra serierne En by i provinsen og TAXA, og hun medvirkede også i julekalenderen Alletiders jul.
Hun var lærer på Eventyrteatret i Søborg, hvor hun underviste i drama. Hun instruerede også en lokal musical i Taastrup. Det var 11. år hun skrev teksten til musicalen, der spilles af elever fra Taastrups ungdomsskole i samarbejde med musikskolen i Taastrup og Taastrup Teater.
På biograflærredet medvirkede hun bl.a. i en række sengekantsfilm.
Hun døde den 15. november 2024 i en alder af 77 år.

## Udvalgt filmografi
Film
| År   | Titel                             | Rolle                             | Noter          |
| ---- | --------------------------------- | --------------------------------- | -------------- |
| 1966 | En tagsten i ho'det               | skolepige                         |                |
| 1970 | Hurra for de blå husarer          | pige på kro                       |                |
| 1971 | Det er nat med fru Knudsen        | ung pige på gaden                 |                |
| 1971 | Tandlæge på sengekanten           | gæst hos tanten, Thomas' borddame | sengekantsfilm |
| 1972 | Rektor på sengekanten             | drengeinteresseret gæst           | sengekantsfilm |
| 1972 | Motorvej på sengekanten           | Berthe                            | sengekantsfilm |
| 1973 | Romantik på sengekanten           | hans sekretær                     | sengekantsfilm |
| 1973 | Fætrene på Torndal                | deltager i bankospil              |                |
| 1975 | Der må være en sengekant          | bargæst                           | sengekantsfilm |
| 1975 | Piger i trøjen                    | Magda Gammelgaard                 |                |
| 1976 | Hopla på sengekanten              | Bicky                             | sengekantsfilm |
| 1976 | Kassen stemmer                    | fru Hermansen                     |                |
| 1976 | Strømer                           | Bente                             |                |
| 1976 | Piger i trøjen 2                  | Magda Gammelgaard, konstabel      |                |
| 1977 | Piger til søs                     | Magda Gammelgaard, konstabel      |                |
| 1977 | Terror                            | Bennys fars veninde               |                |
| 1977 | Pas på ryggen, professor          | bordelmutter                      |                |
| 1988 | Elvis Hansen - en samfundshjælper | Anna - stuepige                   |                |
| 2018 | Vildheks                          |                                   |                |

TV-serier
| År        | Titel                  | Rolle                          | Afsnit                |
| --------- | ---------------------- | ------------------------------ | --------------------- |
| 1977 - 80 | En by i Provinsen      | socialrådgiver Lisbet Frandsen | 1 - 12 & 14 - 15 & 17 |
| 1987      | Ludvigsbakke           | frk. Friis                     |                       |
| 1979      | Den otteøjede skorpion | kunde hos hofbageren           |                       |
| 1996      | Charlot og Charlotte   | kunde ved bager                |                       |
| 1997 - 99 | TAXA                   | værtinden                      | 10                    |
| 2000 - 02 | Hotellet               | ejendomsmægler                 | 9                     |
| 2013 - 15 | Tomgang                | kunde                          |                       |